# Burnham-on-Crouch
Pour les articles homonymes, voir Burnham.
Burnham-on-Crouch est une ville et une paroisse civile du district de Maldon dans le comté d'Essex, dans l'est de l'Angleterre. Elle se trouve sur la rive nord de la rivière Crouch. Au recensement de 2011, elle comptait 7 671 habitants. C'est un des principaux lieux pour la navigation de plaisance en Grande-Bretagne.
La paroisse civile s'étend sur 8 km à l'est de la ville jusqu'à l'embouchure de la rivière Crouch. Elle comprend les hameaux de Creeksea et Ostend à l'ouest de la ville, Stoneyhills au nord et Dammer Wick, West Wick et East Wick à l'est de la ville.

## Jumelage
- L'Aiguillon-sur-Mer (France) depuis 1980[3]

## Personnalités liées à la ville
- Robert Barnard (1936-2013), essayiste et auteur de roman policier, y est né.